# Dudleya lanceolata
Dudleya lanceolata là một loài thực vật có hoa trong họ Crassulaceae. Loài này được (Nutt.) Britton & Rose miêu tả khoa học đầu tiên năm 1903.